# Gare de Lonay-Préverenges
La gare de Lonay-Préverenges est une gare ferroviaire de la commune suisse de Lonay dans le canton de Vaud.

## Situation ferroviaire
Établie à 387 mètres d'altitude, la gare de Lonay-Préverenges est située au point kilométrique 10,12 de la ligne Lausanne – Genève.
Elle est dotée de deux voies bordées par deux quais latéraux.

## Histoire
La gare de Lonay-Préverenges a été construite en 1962.

## Service des voyageurs

### Accueil
La gare est dotée d'abris sur les quais. L'achat de titres de transport se fait exclusivement en gare grâce à des automates.
La gare est partiellement accessible aux personnes à mobilité réduite à l'aide de rampes inclinées.

### Desserte
La gare fait partie du réseau RER Vaud, assurant des liaisons rapides à fréquence élevée dans l'ensemble du canton de Vaud. Lonay-Préverenges est desservie par les lignes R8 et R9 qui relient chaque demi-heure Allaman à Payerne.

### Intermodalité
La gare est en correspondance à l'arrêt Lonay, gare avec la ligne 705 des Transports de la région Morges-Bière-Cossonay, reliant Lonay à l'école polytechnique fédérale de Lausanne via Préverenges, Denges, Échandens et Écublens.